# Krystyna Zamiara
Krystyna Zamiara (ur. 16 kwietnia 1940 w Warszawie, zm. 13 stycznia 2012) – polska filozofka, przedstawicielka poznańskiej szkoły metodologicznej.
Specjalizowała się w filozofii nauki i metodologii nauk humanistycznych. Tytuł profesora otrzymała 10 czerwca 1992.

## Życiorys
Była uczennicą  Jerzego Giedymina.  Pełniła funkcje wicedyrektora Instytutu Kulturoznawstwa, kierowała  Zakładem Badań nad Uczestnictwem w Kulturze oraz Zakładem Historii i Metodologii Nauk o Kulturze.  Była członkinią szeregu międzynarodowych stowarzyszeń naukowych i autorką około 180 rozpraw.  Była wykładowczynią na Uniwersytecie im. Adama Mickiewicza w Poznaniu.
Za osiągnięcia naukowe została odznaczona Złotym Krzyżem Zasługi, Medalem Komisji Edukacji Narodowej oraz Medalem za Długoletnią Służbę.